# Wolfram Wöß

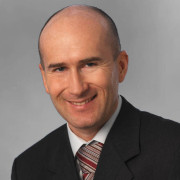
Wolfram Wöß, Informatiker und außerordentlicher Professor der Johannes Kepler Universität Linz

Wolfram Wöß (* 1969 in Linz, Österreich) ist Informatiker und außerordentlicher Universitätsprofessor sowie stellvertretender Vorstand des Instituts für Anwendungsorientierte Wissensverarbeitung (FAW) an der Johannes Kepler Universität (JKU) Linz.

## Leben
Wolfram Wöß schloss sein Informatikstudium an der Johannes Kepler Universität Linz mit einer Diplomarbeit über „Computer-integrated manufacturing (CIM) für Klein- und Mittelbetriebe“ ab, im Zuge derer ein CIM-System für das Unternehmen Sattlerei Niedersüß implementiert wurde. Dieses Projekt und seine Dissertation zum Thema „Konzeption eines regelbasierten Systems für Produktdatenmanagement in CIM“ dienten als Fundament für die wissenschaftliche Karriere am Institut für Anwendungsorientierte Wissensverarbeitung (FAW) und die spätere Habilitation an der JKU.
Seit Beginn seiner Karriere, zunächst als Universitätsassistent, leitete Wolfram Wöß Forschungskooperationen mit der Sattlerei Niedersüß, dem Krankenhaus der Barmherzigen Schwestern in Linz, AMS-Engineering in Hagenberg und dem Bauunternehmen PORR in Salzburg. In einem Projekt zur Entwicklung einer semi-automatischen Fensterproduktion für die Actual Maschinenbau Aktiengesellschaft in Linz war Wolfram Wöß für das Datenbankdesign verantwortlich. Von 2005 bis 2010 leitete Wolfram Wöß ein Teilprojekt des österreichweiten Forschungsprojektes Austrian Grid mit der Zielsetzung, Hardwarekomponenten, Softwareanwendungen, Datenbanken und Spezialgeräte (beispielsweise aus den Bereichen ICT, Medizintechnik oder Astronomie) sowie die beteiligten Personen dynamisch und nahtlos zu integrieren und zu virtuellen Organisationen zusammenzuführen. Für das Qualitätsmanagement der BMW Motoren GmbH Steyr, dem weltweit größten Motorenproduzenten der BMW Group und dessen Kompetenzzentrum für Dieselmotorenherstellung, und für die BMW AG München entwickelten Wolfram Wöß und sein Team in den Jahren 2010–2015 Q-AURA (Qualität – Auffälligkeiten und Ursachenanalyse), ein System basierend auf intelligenten Data Mining Methoden zur Früherkennung und Ursachenanalyse potentieller Produktfehler.
Neben seiner regelmäßigen Gutachtertätigkeit für internationale Journale und Konferenzen, organisierte und leitete Wolfram Wöß die DaWaK (International Conference on Data Warehousing and Knowledge Discovery) in Prag 2003 und Saragossa 2004. Weiters organisierte und leitete er den International Workshop on Web Semantics and Web Intelligence im Rahmen der DEXA (Database and Expert Systems Applications) Konferenz in den Jahren 2005–2013 (Kopenhagen, Krakau, Regensburg, Turin, Linz, Bilbao, Toulouse, Wien, Prag).

## Arbeits- und Forschungsschwerpunkte
Gemeinsam mit seinem Team beschäftigt sich Wolfram Wöß mit Forschungsthemen im Bereich Intelligente Informationssysteme, im Speziellen mit integrierten Informationssystemen, Semantischer Informationsintegration, Ontologien, dem Semantic Web, Wissensbasierte Systeme, Information Engineering und Datenmodellierung, Datenqualität, Business Intelligence, Data Mining, E-Business Systeme und Accessibility in Informationssystemen. Neben seinem Unterricht an der Johannes Kepler Universität betreut Wolfram Wöß Absolventen und Dissertanten, welche sich mit den angeführten Forschungsbereichen beschäftigen.